# Et l'Angleterre sera détruite
Pour plus de détails, voir Fiche technique et Distribution.
Et l'Angleterre sera détruite (Die gefrorenen Blitze) est un film d'espionnage est-allemand réalisé en 1967 par János Veiczi.

## Synopsis
Dans l'Europe en guerre, entre 1941 et 1944, des groupes de résistants, en Allemagne, en France, en Angleterre et en Pologne, tentent de faire échouer le lancement des fusées nazies V2, dont le site expérimental est au bord de la Baltique, à Peenemünde.

## Production
Il s'agit de l'adaptation au cinéma d'un livre de Harry Thürk, qui a également participé au scénario. Pour ce film à grand spectacle, nécessitant un grand nombre de lieux de tournage et d'acteurs, la DEFA confie la réalisation au cinéaste d'origine hongroise János Veiczi. Celui-ci s'est rendu célèbre à l'Est quelques années auparavant grâce à son film d'espionnage Strictement confidentiel (1963), sorte de réponse socialiste au succès de James Bond. Durant près de trois heures, Et l'Angleterre sera détruite est divisé en deux parties pour son exploitation : Target Peenemünde et Password Paperclip.

## Réception
En 1967, la RDA est encore fortement marginalisée en Europe. Dans cette fin des années 1960, elle lance une campagne pour accélérer sa reconnaissance par les pays occidentaux (qui aboutira finalement en 1973). Et l'Angleterre sera détruite peut apparaître comme un des éléments de cette campagne, car c'est une œuvre clairement conçue pour une distribution internationale. Les marchés de l'Ouest sont particulièrement visés, certaines séquences faisant appel à des comédiens britanniques (Mark Digman, John Peet, Alan Winnington) et français (Georges Aubert, Clara Gansard). De même, le film rend un hommage appuyé aux réseaux européens de résistance face au nazisme. Il s'agit de ce fait d'un des premiers films est-allemands à sortir de manière officielle sur les écrans français, en 1969.

## Fiche technique
- Titre original : Die gefrorenen Blitze
- Titre français : Et l'Angleterre sera détruite ou La Foudre pétrifiée[2]
- Réalisation : János Veiczi
- Scénario : Harry Thürk, János Veiczi
- Dramaturgie : Dieter Wolf
- Musique : Günter Hauk
- Photographie, caméra : Günter Haubold
- Son : Georg Gutschmidt, Eberhard Mierke, Gerhard Baumgarten, Günter Lambert
- Montage : Ruth Ebel, Bärbel Winzer, Karin Kusche
- Décors : Christoph Schneider
- Costumes : Joachim Dittrich, Gerhard Kaddatz
- Pays d'origine :  République démocratique allemande
- Langue : allemand, polonais, français, anglais.
- Producteur : Erich Kühne
- Sociétés de production : DEFA
- Format : Noir et blanc et couleurs — 35 mm — 2.35:1 — son mono
- Genre : film d'espionnage, film de guerre
- Durée : 166 minutes
- Date de sortie : 
  - Allemagne de l'Est : 14 avril 1967
  - France : 13 juin 1969

## Distribution
- Alfred Müller : Dr Grunwald
- Leon Niemczyk : Stefan
- Dietrich Körner : Baron Wernher von Braun
- Emil Karewicz : Jerzy
- Renate Blume : Ingrid
- Ewa Wiśniewska : Hanka
- Werner Lierck : Officier Dräger
- Georges Aubert : Peter Mollard
- Clara Gansard : Micheline
- Reimar Johannes Baur : Dr Kummerer
- Peter Wolff : Le chef des services secrets britanniques
- Walter Kaufmann (de) : Colonel Briggs
- Mark Dignam : Sir John
- Wiesław Gołas : Edouard
- Adam Perzyk : Gardien de cimetière
- Peter Doherty : Le commandant d'un escadron aérien
- Searly Friedman : Secrétaire de la Marine
- Victor Grossman : Secrétaire du Premier ministre
- John Peet : Chef de la Défense britannique
- John Mitchel : Lieutenant anglais
- David Morgan : Chef d'état-major
- Mikhaïl Oulianov : Alexeï Gorbatov
- Herbert Dirmoser : Le père du Baron Wernher von Braun